# 钩舟斑皿蛛
钩舟斑皿蛛（学名：Lepthyphantes aduncus）为皿蛛科斑皿蛛属的动物。在中国大陆，分布于青海等地。该物种的模式产地在青海湟源。